# Changiola subita
Changiola subita är en insektsart som beskrevs av Andrej Vasiljevitj Gorochov 2004. Changiola subita ingår i släktet Changiola och familjen syrsor. Inga underarter finns listade i Catalogue of Life.